# Lijst van burgemeesters van Lichtenvoorde
Dit is een lijst van burgemeesters van de voormalige Nederlandse gemeente Lichtenvoorde in de provincie Gelderland, welke gemeente op 1 januari 2005 opging in de nieuwe gemeente Groenlo (thans Oost Gelre).
| Ambtsperiode | Naam burgemeester                                  | Partij of stroming | Bijzonderheden                                                                          |
| ------------ | -------------------------------------------------- | ------------------ | --------------------------------------------------------------------------------------- |
| 1784 - 1795  | mr. Anne Hendrik Hummelinck                        |                    |                                                                                         |
| 1812 - 1818  | Willem Jan Roelvink                                |                    |                                                                                         |
| 1818 - 1830  | mr. Anne Hendrik Hummelinck                        |                    |                                                                                         |
| 1830 - 1851  | dr. Joannes Henricus Antonius van Basten Batenburg |                    |                                                                                         |
| 1851 - 1871  | A.W. Zweers                                        |                    |                                                                                         |
| 1871 - 1886  | Johannes Antonius van Basten Batenburg             |                    | zoon van dr. J.H.A. van Basten Batenburg                                                |
| 1886 - 1894  | Godefridus (G.R.C.M.) Raupp                        |                    |                                                                                         |
| 1894 - 1914  | Leonardus Antonius Maria van Basten Batenburg      |                    | kleinzoon van dr. J.H.A. van Basten Batenburg                                           |
| 1914 - 1941  | A.J. van de Laar                                   |                    |                                                                                         |
| 1942 - 1945  | Theo (Th.A.) Lamers                                | NSB                |                                                                                         |
| 1945-1946    | Johannes Nicolaas Maria Daalderop                  |                    | waarnemend burgemeester                                                                 |
| 1946 - 1970  | mr. Franciscus Josephus Waals                      |                    | Cornelis Slobbe was tijdens ziekteverlof van Waals in 1968-1969 waarnemend burgemeester |
| 1970 - 1976  | A.P.J. van Bastelaar                               | KVP                |                                                                                         |
| 1976 - 1987  | Jacques (J.F.J.) Groffen                           | KVP / CDA          |                                                                                         |
| 1987 - 2005  | jhr.mr. Reinder (R.F.R.M.) van Rijckevorsel        | CDA                |                                                                                         |